# Marburgtalet

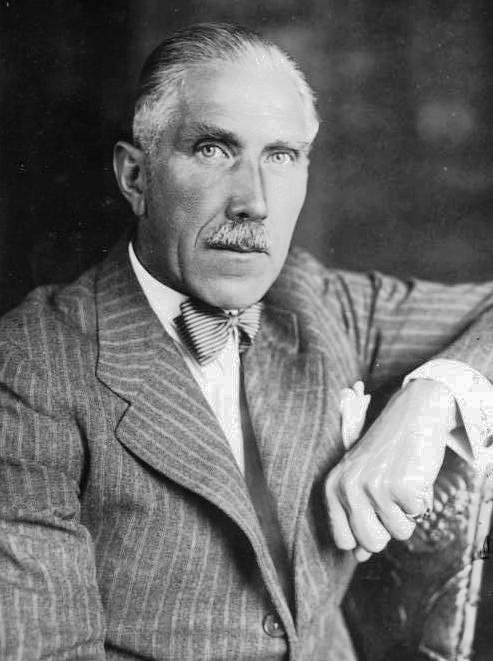
Franz von Papen.

Marburgtalet syftar på det tal som den tyske vicekanslern Franz von Papen höll på Marburgs universitet den 17 juni 1934. I talet kritiserade von Papen den nazistiska regimens övergrepp och krävde att terrorn skulle upphöra. Han fordrade även att vissa medborgerliga rättigheter skulle återinföras i Tyskland. Talet skrevs av von Papens rådgivare Edgar Julius Jung, assisterad av Herbert von Bose och Erich Klausener.
Talet gjorde Hitler rasande och propagandaminister Goebbels förbjöd dess spridning. von Papen meddelade då Hitler att han skulle avgå och konferera med rikspresidenten Paul von Hindenburg, om inte förbudet drogs tillbaka. von Hindeburg gav kort därpå Hitler ett ultimatum; om Hitler inte omedelbart satte stopp för terrorn och oordningen i Tyskland, skulle han införa krigslagar och överlämna regeringsmakten åt armén.
I samband med de långa knivarnas natt två veckor senare mördade SS och Gestapo en lång rad av Hitlers fiender och politiska motståndare. Jung, von Bose och Klausener sköts ihjäl, men von Papens liv skonades. Efter utrensningen avgick von Papen som vicekansler.